# Jacqueline de Guillenchmidt
 (mai 2021).
Jacqueline de Guillenchmidt, née Jacqueline Barbara de Labelotterie de Boisséson le 25 septembre 1943 à Pékin (Chine), est une magistrate française.

## Biographie
Fille de Robert Barbara de Labelotterie de Boisséson (1905-1993), diplomate qui a été successivement ambassadeur de France au Chili, au Liban et en Espagne, et de France Pasquet du Bousquet de Laurière, elle est mariée à Michel de Guillenchmidt, conseiller d'État honoraire, professeur de droit et avocat à la Cour.
Elle fut membre de la Conférence Olivaint de 1963 à 1965.

## Formation
- Diplômée de l'Institut d'études politiques de Paris (1965)[1]
- Titulaire d'une maîtrise en droit

## Carrière
- Avocat au barreau de Paris (1972-1982)
- Juge d'instruction au tribunal de grande instance de Pontoise (1982-1985)
- Magistrat à l'administration centrale du ministère de la Justice (1985)
- Chef du bureau du droit commercial (1989-1992), puis de la réglementation des professions à la direction des Affaires civiles et du Sceau du ministère de la Justice (1992-1993)
- Conseiller technique (1993-1994), puis directeur adjoint du cabinet du garde des Sceaux, ministre de la Justice (1994-1995)
- Conseiller d'État (1995[2]-2009[3])
- Présidente de la Commission de surveillance et de contrôle des publications destinées à l'enfance et à l'adolescence (1995-1999)
- Présidente de la Commission du fonds de soutien à l'expression radiophonique (1995-1999)
- Membre du Conseil supérieur de l'audiovisuel (1999[4]-2004[5]), nommée par le président du Sénat Christian Poncelet.
- Membre du Conseil constitutionnel de mars 2004 à mars 2013, nommée le 24 février 2004 par le président du Sénat Christian Poncelet.
- Membre du Conseil supérieur de la magistrature nommée en 2015 par le président du Sénat Gérard Larcher[6], démissionnaire en mars 2016.
- Présidente de la Commission d'éthique régionale de la Région Île-de-France depuis mai 2016[7], aux côtés de Daniel Labetoulle et de Philippe Bilger (démissionnaires en mai et juillet 2018), remplacés respectivement par Jean-Éric Schoettl[8] et Marie-Christine Denoix de Saint Marc[9]. Cette commission de déontologie a rendu ses deux premiers rapports d'activité en mars 2018[10] et en mars 2019[11].

## Œuvres et publications
- Participation d'un élu local à une délibération relative à un organisme extérieur à une collectivité territoriale dans lequel il représente cette collectivité et prise illégale d'intérêts (co-écrit avec Marie-Christine Denoix De Saint Marc et Jean-Éric Schoettl), Petites affiches, n° 123, 20 juin 2019, p. 7[12].

## Décorations
- Officière de la Légion d'honneur le 12 avril 2009 (chevalière le 3 juillet 2000)[13].
- Chevalière de l'ordre national du Mérite
- Chevalière de l'ordre des Palmes académiques
- Chevalière de l'ordre du Mérite agricole